# Хорн, Франц Кристоф
Франц Кристоф Хорн (нем. Franz-Christoph Horn; 1781—1837) — немецкий поэт, прозаик, историк литературы и педагог.

## Биография
Франц Кристоф Хорн родился 30 июля 1781 года в городе Брауншвейге. Получив должное образование в Йене и Лейпциге работал учителем гимназии Бремена, а затем преподавал в Берлине в Gymnasium zum Grauen Kloster.
Написал романы: «Guiscardo», «Die Dichter» и другие, которые довольно скоро были позабыты публикой.
Наибольшее значение представляют труды Хорна по истории литературы, особенно по шекспирологии, среди которых наиболее известны:  «Shakespeare’s Schauspiele» (Лейпциг, 1823—1831), «Umrisse zur Geschichte und Kritik der schönen Litteratur Deutschlands von 1790—1818», «Geschichte und Kritik der Poesie und Beredsamkeit der Deutschen von Luthers Zeit bis zur Gegenwart».
По своим критическим приемам Хорн принадлежит к романтической школе; в его произведениях отчётливо заметно пристрастие к вычурным толкованиям.
Был женат на Розали Гедике (нем. Rosalie Gedike) — дочери реформатора эпохи позднего Просвещения Фридриха Гедике.
Франц Кристоф Хорн умер 19 июля 1837 года в городе Берлине.
После его смерти Фостер и Густав Шваб издали в 1841 году в Лейпциге его избранные сочинения под заглавием: «Psyche».